# HIV/AIDS tại Việt Nam
HIV/AIDS tại Việt Nam là tình trạng lây nhiễm, bùng phát hội chứng suy giảm miễn dịch ở người xảy ra trên lãnh thổ của nước Cộng hoà xã hội chủ nghĩa Việt Nam, cùng với đó là nguy cơ bùng phát mà xã hội nước này gọi là đại dịch. Hiện tại, Việt Nam phải đối mặt với dịch bệnh HIV. Liên Hợp Quốc ước tính có khoảng 290.000 người đang phải chung sống với HIV vào năm 2008. Chính phủ Việt Nam có báo cáo về các trường hợp nhiễm HIV ở tất cả các tỉnh, thành và các quận, huyện, và cho rằng chỉ có 49% ở các xã có người nhiễm HIV nhưng con số thực tế của người nhiễm HIV cao hơn rất nhiều.

## Thống kê
Tỷ lệ nhiễm HIV trong dân số được ước tính là khoảng 0,5% nhưng bên cạnh đó vì có nguy cơ của tiêm chích ma túy và tình dục không an toàn, con số này đang gia tăng. Tỷ lệ nhiễm HIV trong những người tiêm chích ma túy được ước tính là 32% vào năm 2003 và một nghiên cứu khác trong năm 2005 ước tính tỷ lệ là 1,6% trong số gái mại dâm so với 33% ở những người trong nghề mại dâm có tiêm chích ma tuý. Xã hội gọi đây là đại dịch và điều đáng lưu ý là qua những con số thống kê quốc tế cho thấy tình trạng HIV ngày càng gia tăng bất chấp nỗ lực của Chính phủ. Theo số liệu thống kê của Cục Phòng, chống HIV/AIDS (Bộ Y tế), tính đến tháng 9 năm 2022 trên toàn quốc ước tính có tổng số 230.000 người nhiễm HIV, trong đó có 213.800 trường hợp báo cáo còn sống, số ca tử vong lũy tích 110.990 ca. Trong năm 2021, cả nước thêm gần 11.000 trường hợp phát hiện mới HIV. Trong tổng số ca mắc mới có 84% là nam, phần lớn tập trung ở các đô thị lớn, từ 16-29 tuổi và 30-39 tuổi.
Bộ Y tế ước tính cả nước có khoảng 300.000 người nam có quan hệ tình dục với nam (MSM). Tỷ lệ nhiễm HIV tăng rất nhanh ở nhóm này, từ 2012-2020 tăng hơn 5 lần, từ 2,3% lên 13,3%. So với những năm đầu đại dịch HIV/AIDS, tỉ lệ MSM nhiễm HIV những năm về sau là cao nhất, vượt nhóm tiêm chích ma túy và mại dâm. Theo Cục Phòng chống HIV/AIDS, trong năm 2022, số ca nhiễm mới HIV trong nhóm MSM chiếm 47% tổng số ca nhiễm mới trên toàn quốc. Nguyên nhân của tỷ lệ mắc HIV cao của nhóm MSM được cho là quan hệ tình dục nhiều bạn tình, tình dục tập thể, kiến thức an toàn tình dục hạn chế.

## Kiểm soát

### Phơi nhiễm HIV
Phơi nhiễm HIV là thuật ngữ được Bộ Y tế dùng để chỉ sự tiếp xúc niêm mạc hay da không nguyên vẹn với máu, các mô hay các dịch cơ thể khác có nguy cơ lây nhiễm HIV. Bất kỳ các trường hợp có nguy cơ lây nhiễm HIV đều có thể điều trị dự phòng phơi nhiễm bằng thuốc kháng vi rút (viết tắt là ARV). Nếu xét về mặt lý thuyết, thì chỉ khi nào có sự tiếp xúc trực tiếp với máu và các dịch tiết của cơ thể người có HIV thì mới có nguy cơ lây nhiễm HIV. Các trường hợp cụ thể như:
- Máu hay chất dịch của cơ thể của người có HIV bắn vào các vùng da bị tổn thương trên cơ thể hoặc bắn vào niêm mạc như mắt, mũi, họng ...
- Tổn thương qua da do các ống đựng máu hoặc chất dịch của người bị bệnh HIV bị vỡ đâm vào.
- Vết thương do bị bơm kim tiêm hoặc các dụng cụ sắc nhọn của người bị HIV đâm vào.
- Quan hệ tình dục với người có HIV mà không sử dụng bao cao su.

### Cục Phòng, chống HIV/AIDS
Cục Phòng, chống HIV/AIDS, thành lập ngày 20 tháng 5 năm 2005, là cơ quan trực thuộc Bộ Y tế, giúp Bộ trưởng Bộ Y tế thực hiện chức năng quản lý nhà nước và tổ chức thực thi pháp luật, chỉ đạo, điều hành, kiểm tra, giám sát các hoạt động phòng, chống HIV/AIDS trên phạm vi cả nước.

#### K=K
Xem thêm: Không phát hiện = Không lây truyền
"Không phát hiện = Không lây truyền", viết tắt K=K, là một thông điệp trong chiến dịch truyền thông quốc gia do Cục Phòng, chống HIV/AIDS Việt Nam phát động vào năm 2019 nhằm khuyến khích những người mắc HIV, bạn tình và gia đình tham gia dùng liệu pháp kháng retrovirus sớm. K=K lấy cảm hứng từ U=U (Undetectable = Untransmittable), một thông điệp trong các chiến dịch kiểm soát HIV/AIDS trên thế giới. Theo Tiến sĩ John Blandford, Giám đốc Trung tâm kiểm soát và phòng ngừa dịch bệnh Hoa Kỳ (CDC) tại Việt Nam, Việt Nam là nước thứ 3 trên thế giới thực hiện chiến dịch K=K và là nước đầu tiên ở châu Á đi tiên phong trong chiến dịch này.
K=K là can thiệp dự phòng phù hợp hạn chế sự lây lan HIV nhằm đạt được các mục tiêu 90-90-90 vào năm 2023 trong phòng chống HIV/AIDS do chương trình phối hợp của Liên hợp quốc về HIV/AIDS phát động. Mục tiêu 90-90-90 là: 90% người nhiễm HIV biết tình trạng nhiễm HIV của mình; 90% người chẩn đoán nhiễm HIV được điều trị bằng thuốc ARV; 90% người điều trị bằng thuốc ARV có tải lượng virus dưới ngưỡng phát hiện. Ngày 6 tháng 9 năm 2019, Cục Phòng, chống HIV/AIDS Việt Nam dưới sự hỗ trợ kỹ thuật của CDC Hoa Kỳ, ban hành Hướng dẫn truyền thông về K=K. Hướng dẫn đưa ra cách thức để các tỉnh của Việt Nam có thể đưa thông điệp K = K vào các cơ sở y tế, truyền thông điệp đến cán bộ y tế, người bệnh, và các nhóm người bị ảnh hưởng.

## Theo tỉnh thành

### Đồng Nai
Một khảo sát năm 2011 tại TP. Biên Hòa cho thấy có 27 trên 300 MSM (chiếm 9%) dương tính với HIV/AIDS, cao gấp 10–20 lần so với tỷ lệ nhiễm HIV ở đối tượng ma tuý và mại dâm.

### Thành phố Hồ Chí Minh
Theo báo cáo tiến độ phòng, chống HIV/AIDS năm 2012, tỉ lệ nhiễm HIV trong nhóm MSM ở Thành phố Hồ Chí Minh là 16%, chỉ sau nhóm tiêm chích ma túy. Tại đây, cứ 5 người thuộc nhóm MSM thì có một người nhiễm ít nhất một trong các nhiễm khuẩn giang mai, lậu sinh dục, lậu trực tràng, chlamydia sinh dục hoặc chlamydia trực tràng. Tại TP. HCM, năm 2014, nhóm MSM nhiễm HIV đang có chiều hướng tăng nhanh so với năm 2012, từ 7,33% lên 14,75%.